# Vincent, Jura
Vincent är en kommun i departementet Jura i regionen Bourgogne-Franche-Comté i östra Frankrike. Kommunen ligger i kantonen Chaumergy som tillhör arrondissementet Lons-le-Saunier. År 2013 hade Vincent 317 invånare.

## Befolkningsutveckling
Antalet invånare i kommunen Vincent
Referens:INSEE